# Programa 973
O Programa 973 (chinês: 973计划) ou também conhecido como Programa Nacional de Pesquisa Básica é um programa de pesquisa básica iniciado pela República Popular da China para alcançar tecnologia e vantagem estratégica em vários campos científicos e especialmente no desenvolvimento da indústria de minerais de terras raras. Destina-se a melhorar a pesquisa básica do país e a capacidade de inovação independente fornece fonte de inovação para a formação de futuras de alta tecnologia.

## História
Desde 1980, o governo chinês lançou uma série de planos estratégicos científicos e tecnológicos (como o Décimo Plano Quinquenal de Desenvolvimento Científico e Tecnológico, o Décimo Plano Quinquenal de Desenvolvimento da Indústria de Alta Tecnologia, o Plano de Pesquisa Científica e Tecnológica , o Plano de Novos Produtos-Chave, o Plano de Promoção-Chave de Realizações Científicas e Tecnológicas, o Plano Torch e o Plano Spark e o plano 863, etc.), visa rastrear as fronteiras da ciência e tecnologia no mundo, promover o desenvolvimento da ciência e tecnologia na China e promover a transformação das realizações científicas e tecnológicas. O programa foi iniciado em 1997 pelo governo chinês para desenvolver pesquisas básicas, inovações e tecnologias alinhadas às prioridades nacionais de desenvolvimento econômico e social. O programa foi administrado pelo Ministério da Ciência e Tecnologia da China. A Fundação de Ciências Naturais da China também está envolvida na coordenação da pesquisa com o programa.
Ao longo dos anos, o programa dedicou financiamento a áreas como agricultura, saúde, informação, energia, meio ambiente, recursos, população e materiais. Em 2016, o estado integrou projetos nacionais e ministeriais de ciência e tecnologia, como o Plano 973, o Plano 863 e o Plano Nacional de Apoio à Ciência e Tecnologia em um plano nacional de P&D.